# George K. Simon

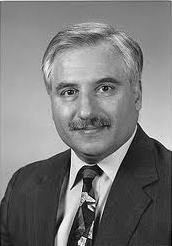
George K. Simon

George K. Simon (Laie, 1 februari 1948) is een Amerikaanse auteur van diverse boeken over zelfhulp en psychologie, waaronder zijn bekendste werk In Sheep's Clothing: Understanding and Dealing with Manipulative People uit 1996, dat gaat over psychologische manipulatie.
Daarnaast heeft hij twee boeken geschreven over persoonlijkheidsstoornissen: Character Disturbances (2011) en The Judas Syndrome (2013). Hij is ook een actieve blogger.
Simon behaalde in 1985 zijn Ph.D. in de klinische psychologie aan de Texas Tech University en is een Board Certified Diplomate in Forensic and Clinical Psychology (ACFEI). Hij heeft een aantal jaren als lid van de Arkansas Governor's Commission on Domestic Abuse, Rape, and Violence gediend en is voormalig voorzitter van de Arkansas Psychological Association.